# Luigi Mazzucchelli
Luigi Mazzucchelli (Brescia, 17 settembre 1776 – Bad Vöslau, 5 agosto 1868) è stato un generale italiano naturalizzato austriaco.

## Biografia
La famiglia Mazzucchelli venne ammessa alla nobiltà veneziana nel 1736. Suo padre era Francesco Mazzucchelli.
Luigi si arruolò in giovane età nell'esercito italiano. Durante le guerre napoleoniche combatté in Spagna al fianco dei francesi. Nel settembre 1808 la 2ª Divisione italiana, al comando del generale Domenico Pino, fu trasferita in Spagna. Mazzucchelli vi partecipò come comandante di divisione, insieme alla divisione del generale Achille Fontanelli e alla cavalleria guidata da Giovanni Villata. Gli italiani presero parte, il 5 dicembre 1808, alla conquista di Roses.
Il 12 aprile 1809, Mazzucchelli combatté nello scontro di Felice. Il 26 settembre dello stesso anno, la divisione di Pino prese parte all'assedio di Gerona, durante il quale fu catturato il convoglio spagnolo. Mazzucchelli riuscì a respingere il reggimento O'Donnel fino alla fortezza della città. Il 7 novembre, nello scontro di Massanas, sconfisse il generale Quadrado. Nel gennaio 1810 conquistò la città di Hostalric e avviò l'assedio del forte, che cadde il 13 maggio 1810.
Il 28 ottobre 1811, la sua divisione riuscì, pur subendo gravi perdite, a farsi strada fino a Daroca. Nel novembre seguente, gli spagnoli furono sconfitti sulla riva destra dell'Ebro e costretti ad abbandonare l'assedio del forte di Molina. Il 10 gennaio 1812, con la capitolazione di Valencia, Mazzucchelli fu nominato governatore della fortezza, incarico che mantenne fino all'evacuazione da parte delle truppe francesi, alla fine di dicembre 1813.
Per meriti militari ricevette da Napoleone l'Ordine della Corona ferrea di seconda classe e fu nominato ufficiale della Legion d'onore. Nel frattempo raggiunse il grado di generale di divisione.
Dopo la sconfitta della Francia, il 1º aprile 1814 fu incorporato nell'esercito austriaco con il grado di Feldmarschallleutnant (luogotenente feldmaresciallo). Partecipò all'assedio di Strasburgo sotto il comando di Hohenzollern-Hechingen, distinguendosi per l'eccellente conduzione della sua divisione, che gli valse la Croce di Commendatore dell'Ordine imperiale di Leopoldo. Nel 1815 ricevette inoltre la Croce di Commendatore dell'Ordine Militare di Carlo Federico dal Granduca di Baden.
Nel 1817 fu nominato proprietario del Reggimento di Fanteria n. 10. Successivamente, prestò servizio come comandante di divisione e vicecomandante del generale in capo dell'Austria Interiore. Nel 1830 fu nominato consigliere del Consiglio di guerra di Corte. In seguito fu promosso Feldzeugmeister e divenne comandante generale in Moravia e Slesia. Nel 1839 fu infine nominato governatore della fortezza di Mantova. Il 28 giugno 1830 fu elevato al rango di conte dell'Impero austriaco.

## Famiglia
Mazzucchelli sposò Pauline d'Eydery de St. Laurent (* 24 giugno 1784; † aprile 1859) il 18 marzo 1800. La coppia ebbe diversi figli:
- Isabella (* 19 febbraio 1815) ⚭ 1842 Marchese Peter von Sordi, Ciambellano Imperiale
- Helene (nata il 15 maggio 1818) ⚭ 1842 Conte Claudius von Bossi, diplomatico
- Johann (* 3 luglio 1811; † 11 maggio 1885), membro del Consiglio imperiale austriaco ⚭ 1841 Baronessa Maria Hentschel von Gutschdorf (* 22 ottobre 1822; † 21 marzo 1878), figlia di Philipp Christian von Hentschel (* 25 novembre 1785; † 5 agosto 1855)